# Woodbridge, Virginia
Woodbridge är en så kallad census-designated place i Prince William County i Virginia. Vid 2010 års folkräkning hade Woodbridge 4 055 invånare.